# Station Zwierzyniec koło Sochaczewa
Station Zwierzyniec koło Sochaczewa is een spoorwegstation in de Poolse plaats Sochaczew.